# Maurens (Alto Garona)
Maurens (em occitano:  Maurens) é uma comuna francesa na região administrativa da Occitânia, no departamento do Alto Garona. Estende-se por uma área de 6.6 km², com 207 habitantes, segundo o censo de 2018, com uma densidade de 31 hab/km².